# Маренн (Приморська Шаранта)
Маре́нн (фр. Marennes) — колишній муніципалітет у Франції, у регіоні Нова Аквітанія, департамент Приморська Шаранта. Населення — 5613 осіб (2011).
Муніципалітет був розташований на відстані близько 430 км на південний захід від Парижа, 140 км на південний захід від Пуатьє, 38 км на південь від Ла-Рошель.

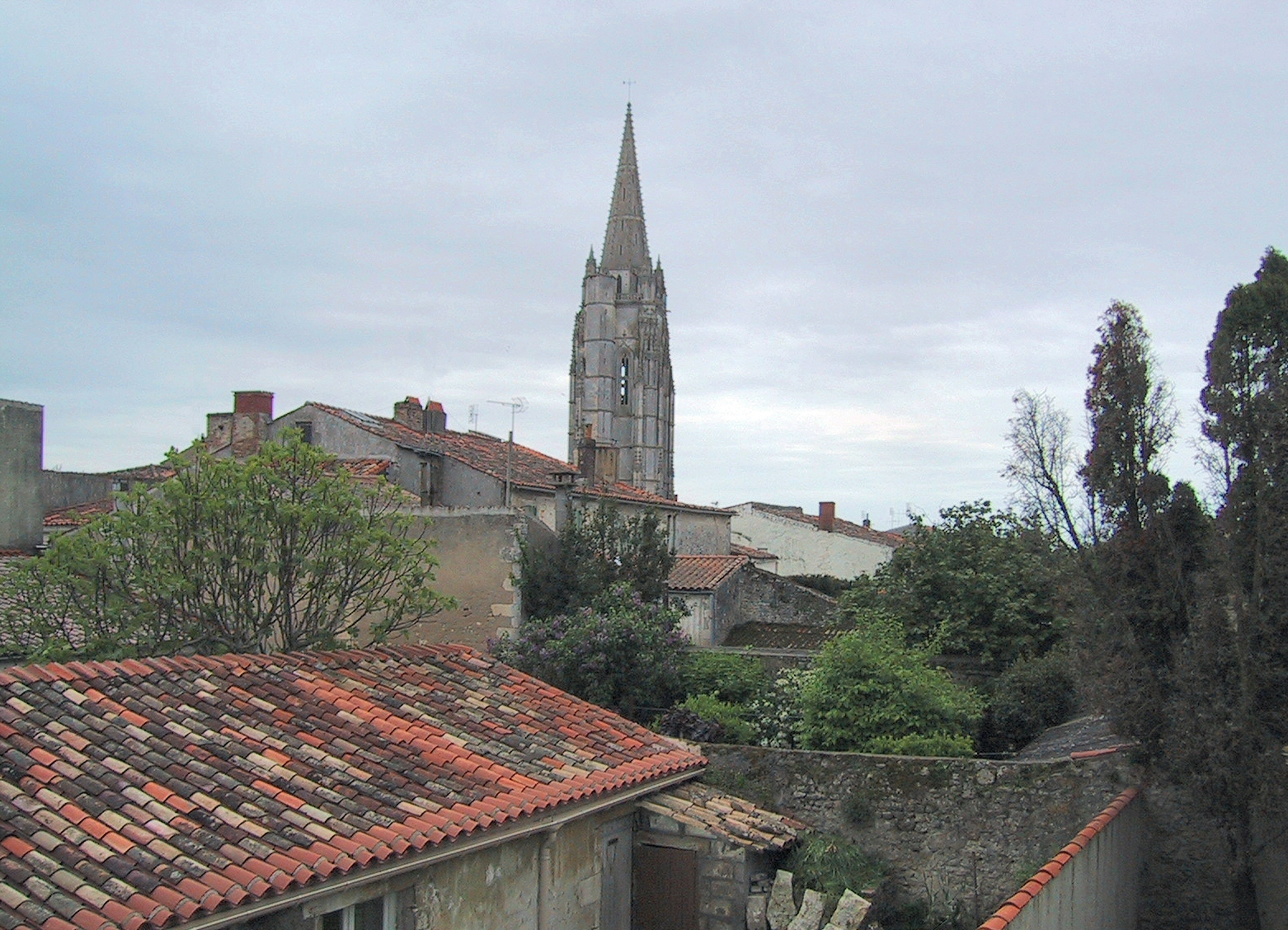
Вид на місто та дзвіницю церкви святого Петра

## Історія
1 січня 2019 року Маренн і Ієр-Бруаж було об'єднано в новий муніципалітет Маренн-Ієр-Бруаж.

## Демографія
Динаміка населення (Cassiniet Insee ):
Розподіл населення за віком та статтю (2006):
| Стать | Всього | До 15 років | 15-24 | 25-44 | 45-64 | 65-85 | Понад 85 |
| --- | ------ | ----------- | ----- | ----- | ----- | ----- | -------- |
| Чоловіки | 2495   | 441         | 253   | 532   | 681   | 544   | 44       |
| Жінки | 2726   | 430         | 181   | 621   | 721   | 631   | 142      |
| \| Статево-вікова піраміда \| Статево-вікова піраміда \| Статево-вікова піраміда \| \| ----------------------- \| ----------------------- \| ----------------------- \| \| Чоловіки \| Вік \| Жінки \| \| 44 \| 85 + \| 142 \| \| 75 \| 80-84 \| 138 \| \| 146 \| 75-79 \| 174 \| \| 154 \| 70-74 \| 197 \| \| 169 \| 65-69 \| 122 \| \| 177 \| 60-64 \| 185 \| \| 173 \| 55-59 \| 193 \| \| 205 \| 50-54 \| 158 \| \| 126 \| 45-49 \| 185 \| \| 177 \| 40-44 \| 185 \| \| 126 \| 35-39 \| 165 \| \| 142 \| 30-34 \| 169 \| \| 87 \| 25-29 \| 102 \| \| 95 \| 20-24 \| 83 \| \| 158 \| 15-20 \| 98 \| \| 181 \| 10-14 \| 154 \| \| 142 \| 5-9 \| 150 \| \| 118 \| 0-4 \| 126 \| |        |             |       |       |       |       |          |
| Статево-вікова піраміда |        |             |       |       |       |       |          |
| Чоловіки | Вік    | Жінки       |       |       |       |       |          |
| 44 | 85 +   | 142         |       |       |       |       |          |
| 75 | 80-84  | 138         |       |       |       |       |          |
| 146 | 75-79  | 174         |       |       |       |       |          |
| 154 | 70-74  | 197         |       |       |       |       |          |
| 169 | 65-69  | 122         |       |       |       |       |          |
| 177 | 60-64  | 185         |       |       |       |       |          |
| 173 | 55-59  | 193         |       |       |       |       |          |
| 205 | 50-54  | 158         |       |       |       |       |          |
| 126 | 45-49  | 185         |       |       |       |       |          |
| 177 | 40-44  | 185         |       |       |       |       |          |
| 126 | 35-39  | 165         |       |       |       |       |          |
| 142 | 30-34  | 169         |       |       |       |       |          |
| 87 | 25-29  | 102         |       |       |       |       |          |
| 95 | 20-24  | 83          |       |       |       |       |          |
| 158 | 15-20  | 98          |       |       |       |       |          |
| 181 | 10-14  | 154         |       |       |       |       |          |
| 142 | 5-9    | 150         |       |       |       |       |          |
| 118 | 0-4    | 126         |       |       |       |       |          |

## Економіка
2010 року серед 3217 осіб працездатного віку (15—64 років) 2206 були активними, 1011 — неактивними (показник активності 68,6%, у 1999 році було 68,2%). З 2206 активних мешканців працювало 1825 осіб (913 чоловіків та 912 жінок), безробітними було 381 (179 чоловіків та 202 жінки). Серед 1011 неактивних 222 особи були учнями чи студентами, 524 — пенсіонерами, 265 були неактивними з інших причин.

У 2010 році в муніципалітеті числилось 2589 оподаткованих домогосподарств, у яких проживали 5565,5 особи, медіана доходів виносила 16 677 євро на одного особоспоживача

## Галерея зображень

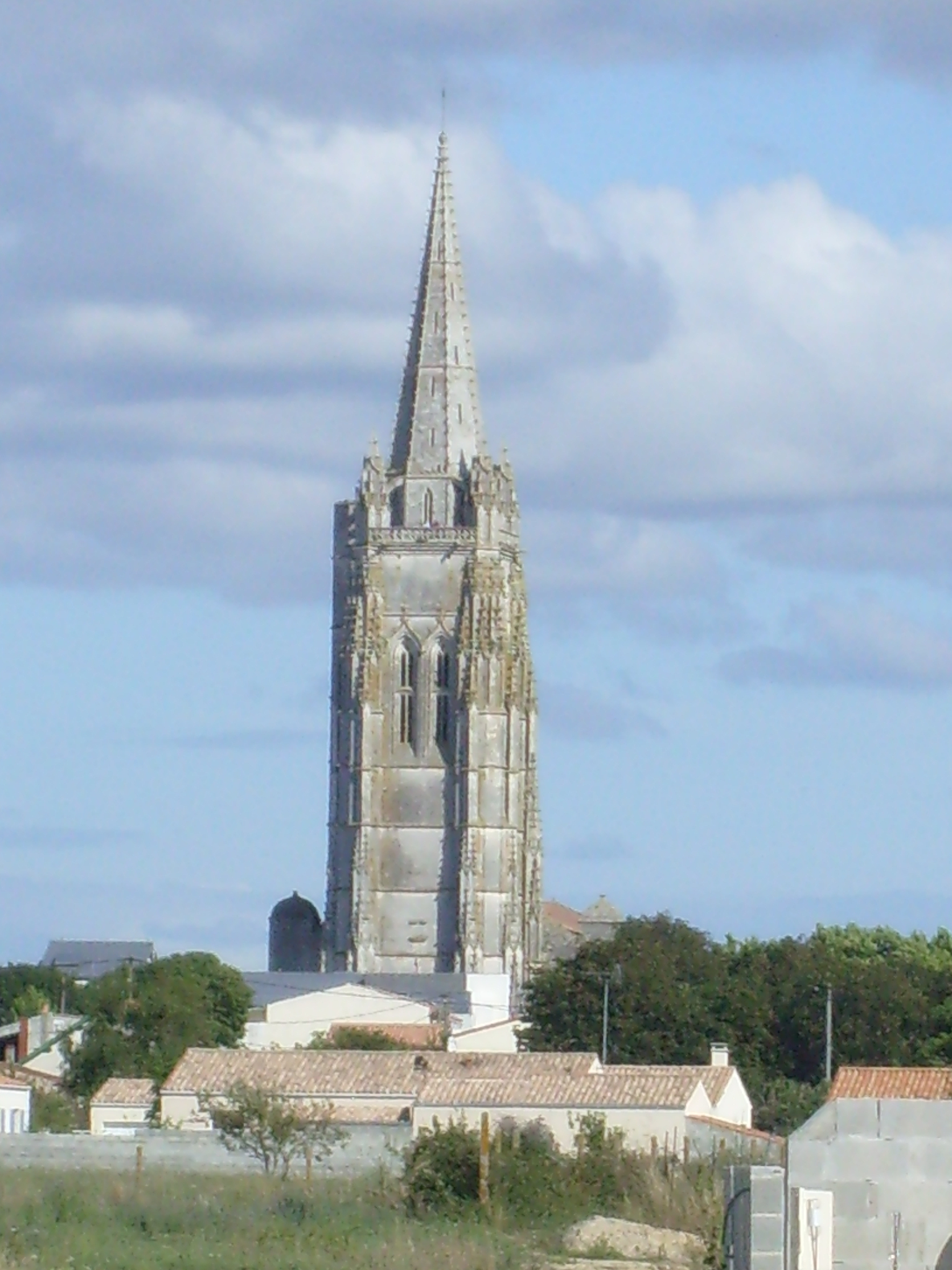
Дзвіниця церкви святого Петра, найвища у Приморській Шаранті
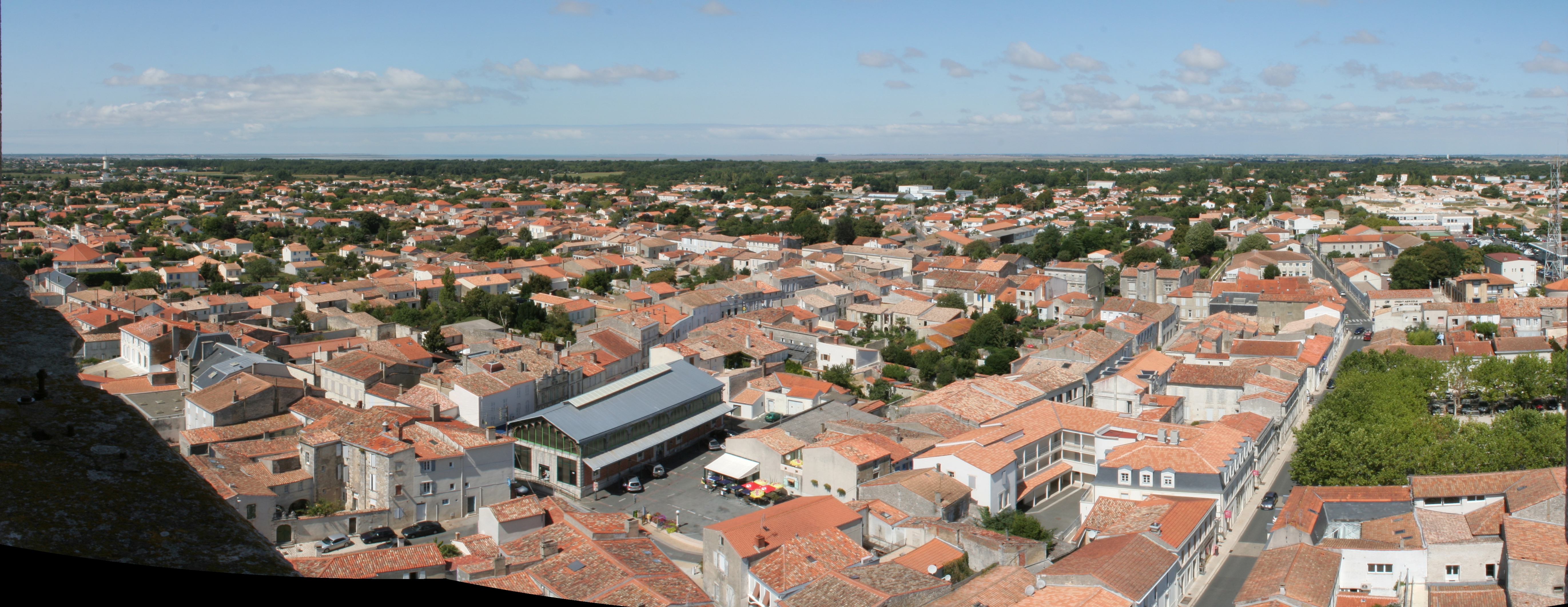
Панорама середмістя
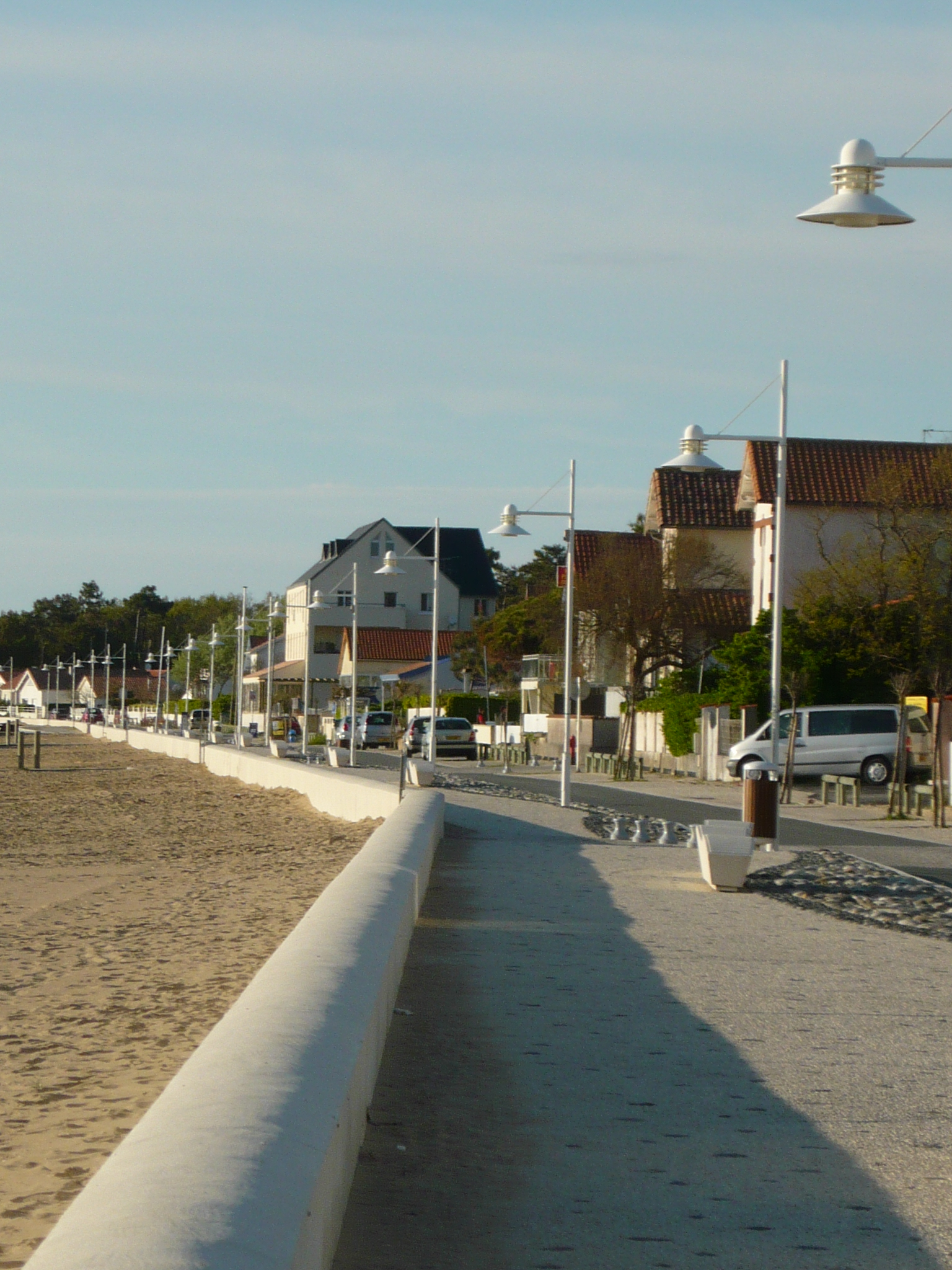
Сучасний курортний район Маренн-Пляж
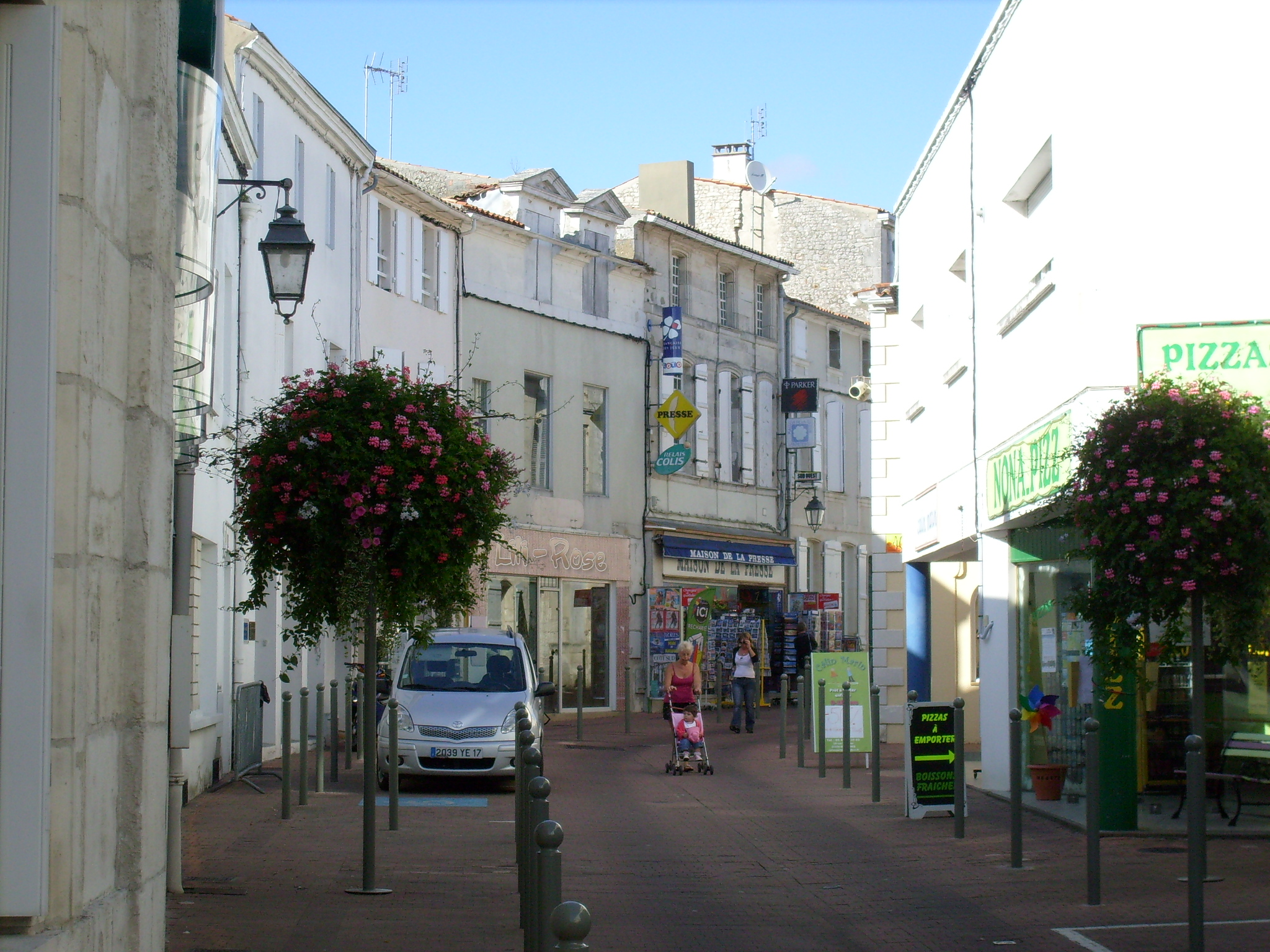
Центр міста з рядом пам'яток архітектури
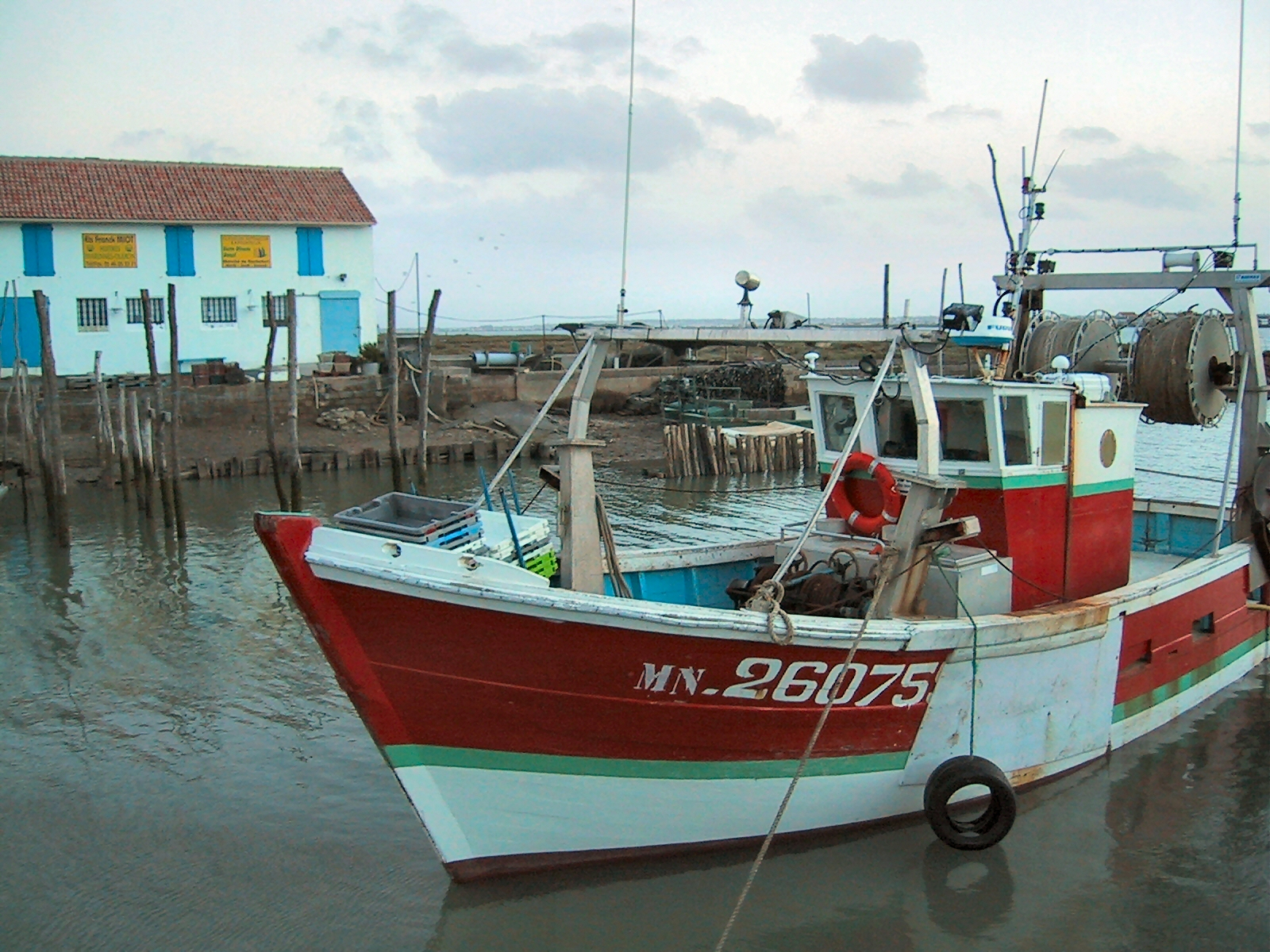
Порт Ла-Каєнн
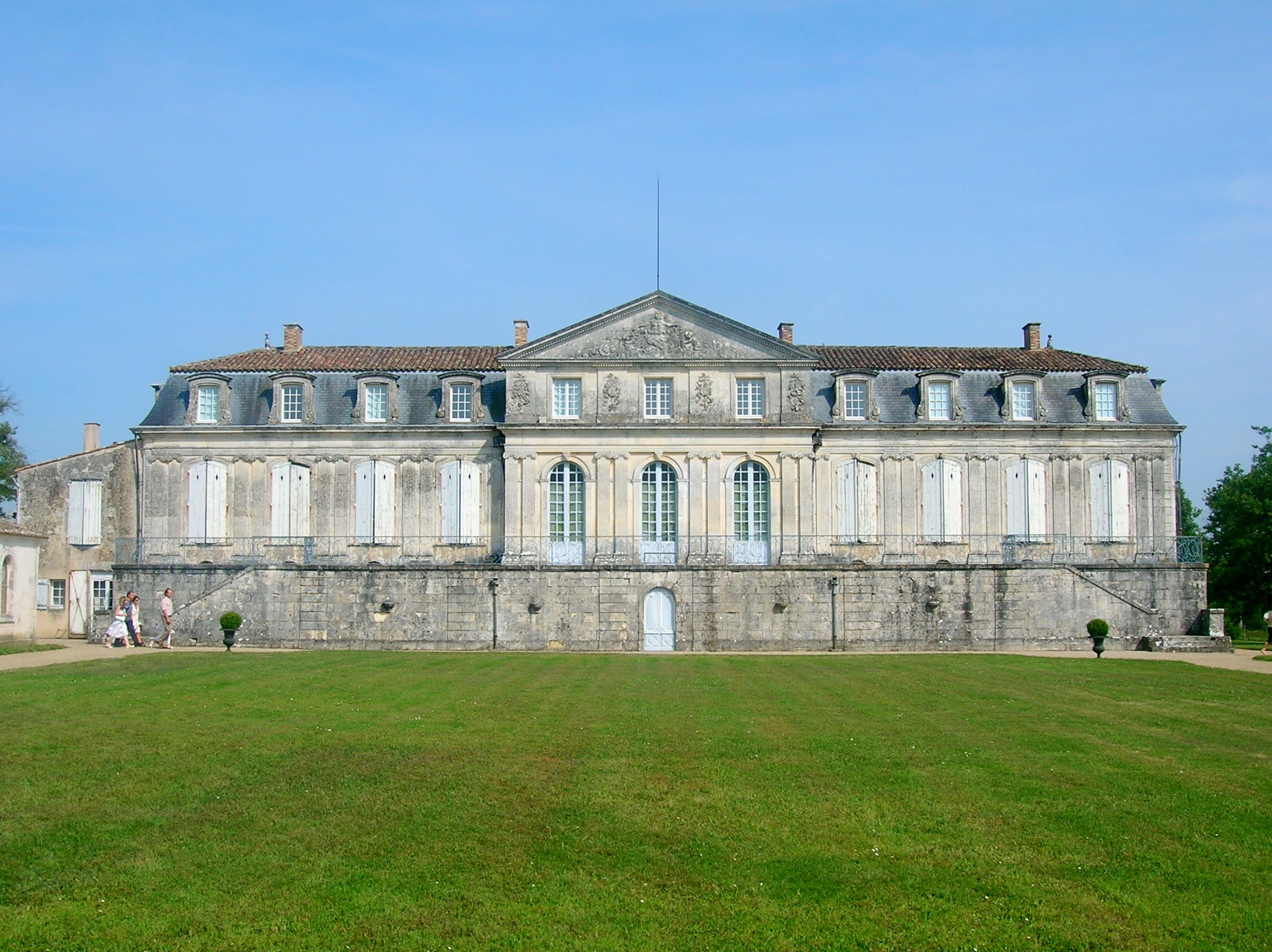
Замок Ла-Готодьєр
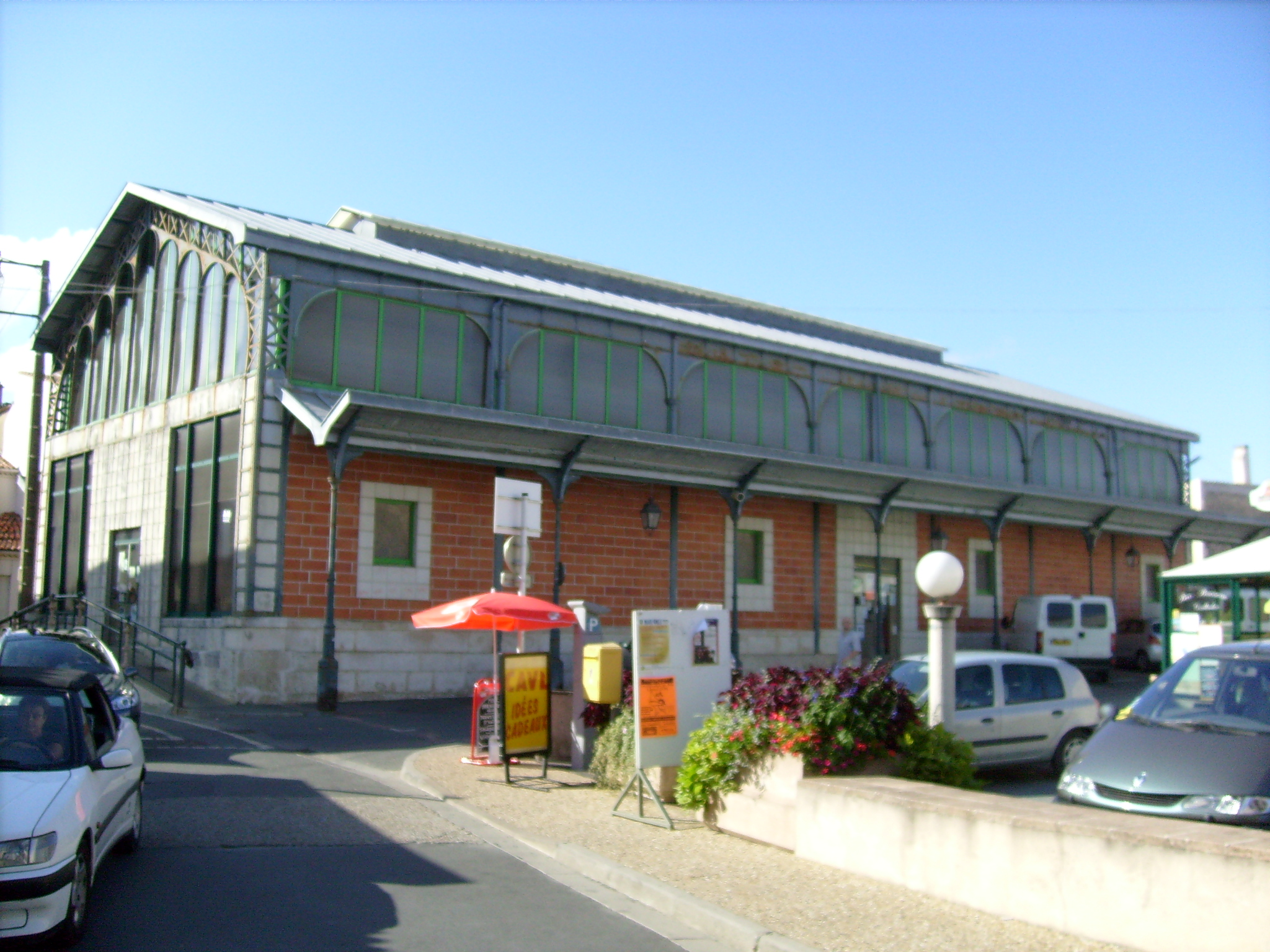
Критий ринок
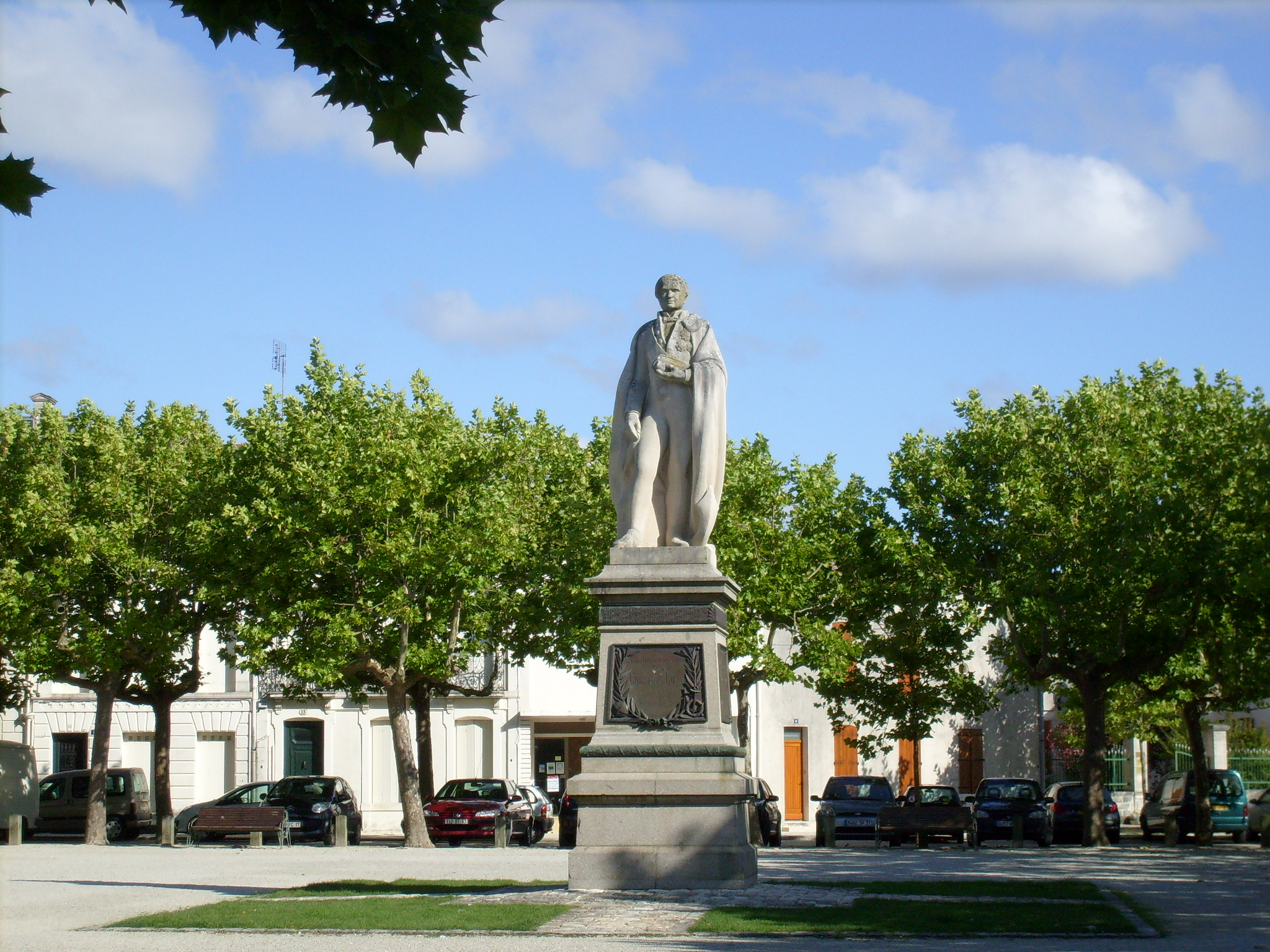
Площа Шасслу-Лоба
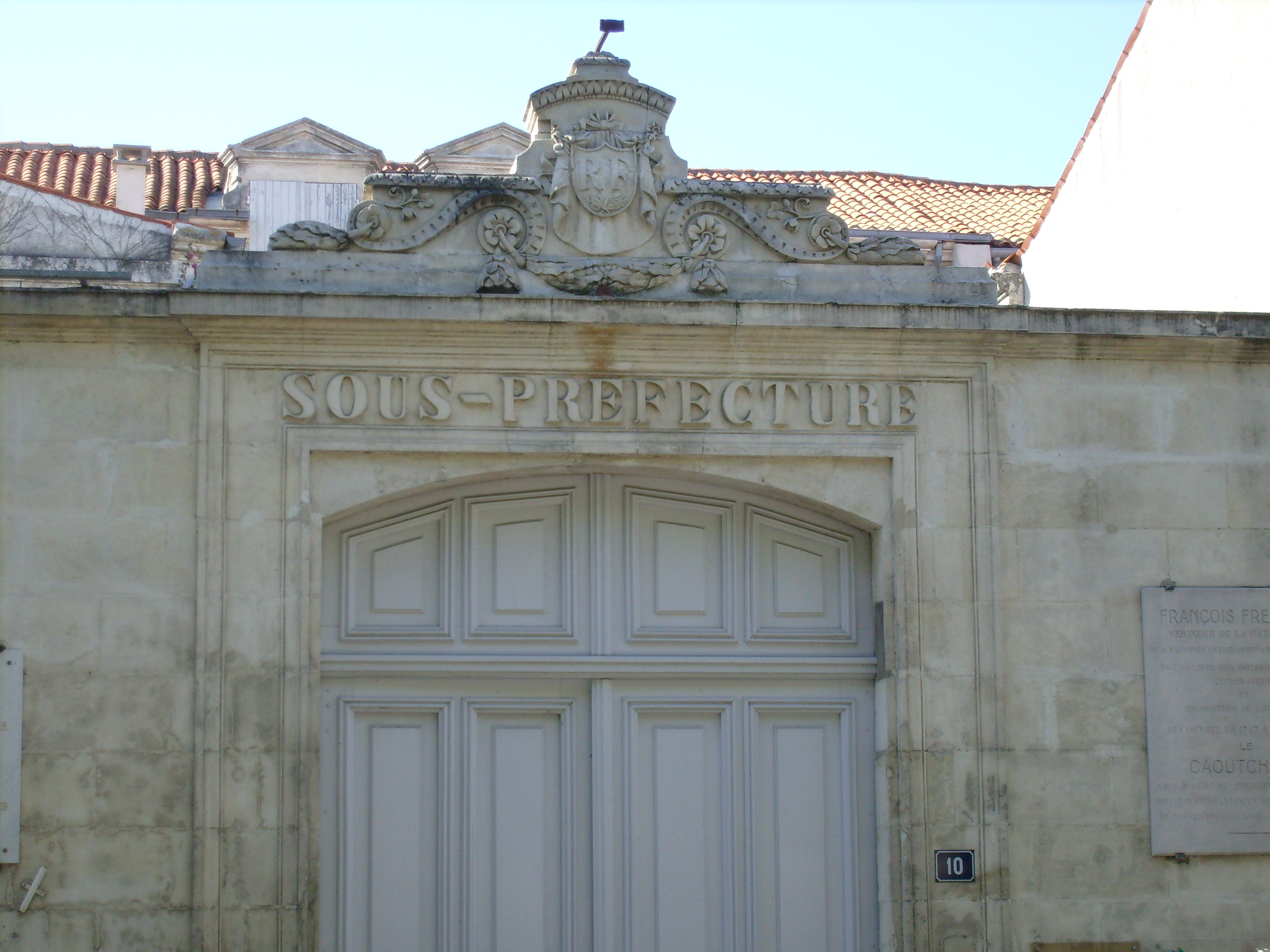
Колишня субпрефектура
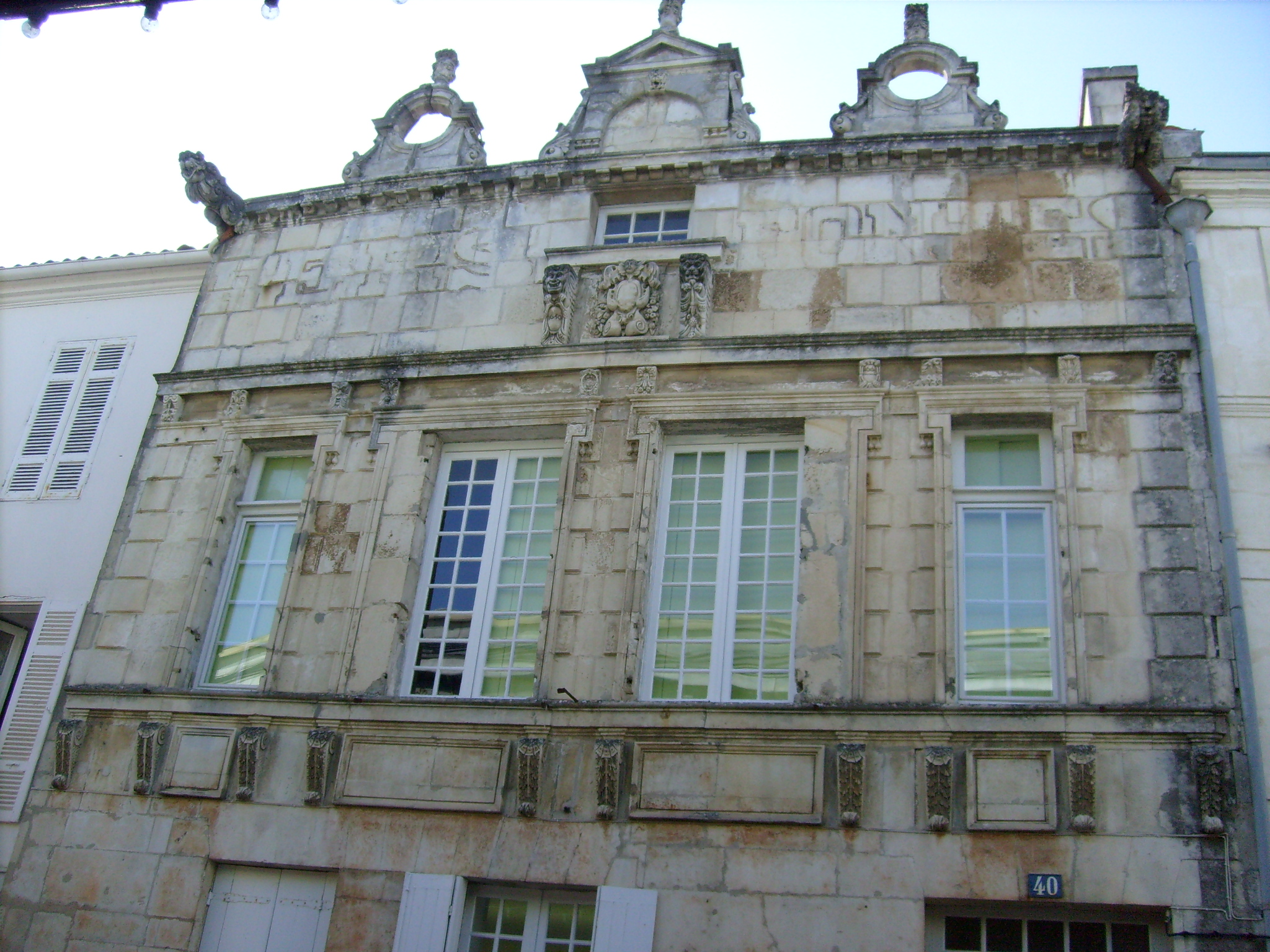
Будинок, де жив Рішельє